# 프레장
프레장(Present)은 벨기에 프로그레시브 록 밴드로 1979년 기타리스트 로제 트리고가 결성했다.

## 개요
트리고는 유니버스 제로의 초기 멤버였으나 2집 Heresie 이후 밴드를 떠나 쁘레장을 만들었다. 쁘레장의 초기에는 유니버스 제로의 다니엘 드니를 비롯한 친구들이 참여해주었다. 쁘레장은 두장의 앨범을 내고 몇몇 유럽 투어를 가졌다.
1990년 들어 로제 트리고는 아들 레지날드 트리고와 함께 듀오로 활동하기 시작했다. 그들은 기존 레퍼토리의 편곡은 단순화하고 연주는 증폭시킨 스타일로 앨범을 냈다. 그러다가 다니엘 드니가 유니버스 제로에 집중하기 위해 밴드를 떠나고 그 자리를 5uu's, 씽킹 플레이그 의 드러머 데이브 커만이 채운다. 이 공연이 1995년에 큐니폼에서 발매되었다.
멤버 교체후 1998년에 대규모 북미투어를 진행했다. 역시 마지막 공연이 라이브 앨범으로 발매되었다. 1998년 트리고는 텔아비브로 여행가서 이스라엘 밴드 트랙터스 리벤지와 협연을 가지는데 이 멤버들로 여러차례 세션을 해서 두장의 앨범을 만든다.
2000년에는 멤버를 보강해 공연을 다녔는데 프랑스의 Blaye Les Mines Festival에서는 공, 아시안 덥 파운데이션 등과 함께 연주했고 독일의  Freakshow Festival에서는 아넥도텐, 마그마 등과 연주했다. 쁘레장은 911 테러로 2001년의 북미공연을 취소했다. 2004년 밴드는 브뤼셀에서 새 앨범을 녹음했다. 98년 투어를 05년에 라이브 앨범으로 발매하고 쁘레장은 미뤄졌던 북미투어를 다시 시작했다. 니어페스트 05는 DVD로 발매되기도 했다.
07년 밴드는 프랑스에서 Rock In Opposition Festival을 부활시켰다. 여기서 쁘레장은 어쿠스틱 셋과 록밴드 셋으로 음악을 나누어 연주했으며 실황 DVD가 출시되었다. 09년의 두번째 RIO 페스티벌에서는 유니버스 제로도 등장했다. 2010년의 RIO 페스티벌에서도 역시 유니버스 제로와 함께 연주했으며 벨기에 챔버록 밴드인 아라니스도 함께했다. 이렇게 17명이 앙상블을 이루어 진행한 공연은 Once Upon A Time In Belgium라는 이름으로 투어가 되었다. 이것은 Romantic Warriors 2: A Progressive Music Saga About Rock In Opposition라는 이름의 다큐멘터리로 기록되었다.

## 음반 목록
- Triskaidekaphobie (1980)
- Le poison qui rend fou (1985)
- C.O.D Performance (1993)
  - Live! (1996)
- Certitudes (1998)
- No. 6 (1999) (with Tractor's Revenge)
- High Infidelity (2001) (with Tractor's Revenge)
  - A Great Inhumane Adventure (2005)
- Barbaro (ma non troppo) (2009)
  - Romantic Warriors 2: A Progressive Music Saga About Rock In Opposition (2012)